# 基里巴斯國家奧林匹克委員會
基里巴斯國家奧林匹克委員會（Kiribati National Olympic Committee）是基里巴斯的國家奧林匹克委員會。該組織成立於2002年，是國際奧委會和大洋洲國家奧林匹克委員會。2004年，首次派員參加在希臘雅典舉行的夏季奧運會。
現時，基里巴斯國家奧林匹克委員會的總部設在拜里基島，主席是 Mr David Collins。 

## 資料來源
1. ↑  .   [2014-03-10]. （原始内容存档于2009-02-20）.